# Politikåret 1928

## Händelser
- 28 januari - Christopher Hornsrud efterträder Ivar Lykke som Norges statsminister.[1]
- 18 januari – Per Albin Hansson lanserar Sveriges socialdemokratiska arbetarpartis tolkning av begreppet Folkhemmet i ett riksdagstal.[2]
- 15 februari - Johan Ludwig Mowinckel efterträder Christopher Hornsrud som Norges statsminister.[1]
- 25 maj – Den svenska riksdagen antar regeringens förslag om bindande kollektivavtal och arbetsdomstol.
- 30 maj – Den svenska riksdagen beslutar om 6- och 7-årig kommunal flickskola.
- 1 juli – En ny invandringslag träder i kraft i Sverige.
- 27 augusti – Briand-Kelloggpakten att inte använda anfallskrig som ett medel att lösa internationella konflikter undertecknades av en rad länder.
- 2 oktober – Allmänna valmansförbundets Arvid Lindman bildar regering i Sverige, efter avgående Carl Gustaf Ekman.[3]
- 10 december - Joseph Ward efterträder Gordon Coates som Nya Zeelands premiärminister.[4]

## Val och folkomröstningar
- 15–28 september – Vid andrakammarvalet 1928 i Sverige går Allmänna valmansförbundet framåt och regeringen Lindman II tillträder.
- 4 november - Republikanen Herbert Hoover väljs om som president i USA.

## Organisationshändelser
- Okänt datum - Olof Olsson i Kullenbergstorp blir partiledare för Bondeförbundet
- Okänt datum - Ivan Bratt träder tillbaka som VD för vin- och spritcentralen

## Födda
- 5 januari – Zulfikar Ali Bhutto, Pakistans president 1971–1973.
- 25 januari – Eduard Sjevardnadze, Georgiens president 1995–2003.
- 18 mars – Fidel Ramos, Filippinernas president 1992–1998.
- 10 maj – Arnold Rüütel, Estlands president 2001–2006.
- 13 maj – Enrique Bolaños, Nicaraguas president 2002–2007.
- 26 juli – Francesco Cossiga, Italiens president 1985–1992.
- 3 oktober – Kåre Willoch, Norges statsminister 1981–1986.

## Avlidna
- 15 februari – H.H. Asquith, Storbritanniens premiärminister 1908–1916.
- 17 juli – Álvaro Obregón, Mexikos president 1920–1924.

### Fotnoter
1. 1 2  ”Norway” (på engelska). World Statesmen. http://www.worldstatesmen.org/Norway.htm. Läst 2 augusti 2015.
2. ↑  Olle Lönnaeus (21 september 2009). ”I valkampen blir alla folkhemskramare”. Sydsvenskan. Arkiverad från originalet den 6 mars 2016. https://web.archive.org/web/20160306064926/http://www.sydsvenskan.se/kronikorer/olle-lonnaeus/i-valkampen-blir-alla-folkhemskramare/. Läst 1 augusti 2015.
3. ↑  ”Sweden” (på engelska). World Statesmen. http://www.worldstatesmen.org/Sweden.html. Läst 7 november 2012.
4. ↑  ”New Zealand” (på engelska). World Statesmen. http://www.worldstatesmen.org/New_Zealand.htm. Läst 1 augusti 2015.